# 楊榮 (永樂進士)
楊榮（1371年—？），字子仁，雲南大理府太和縣保和鄉塔橋里人，明朝政治人物。進士出身。

## 生平
應天府鄉試四十一名。永樂十年（1412年）壬辰科會試六十六名，殿試登進士第三甲第十四名。后選為翰林院庶吉士，編撰永樂大典。

## 家族
曾祖楊賜。祖父楊成，曾任元本府長官司長官。父亲楊俊。